# وادي مارينر
فالس مارينيرز (باللاتينية: Valles Marineris، وتعني: وادي مارينر) هو مجموعة من الوديان والاخاديد العملاقة على سطح كوكب المريخ، شرق منطقة ثارسيس، طوله يتجاوز 4000 كيلومتر (2500 ميل) وعرضه حوالي 200 كيلومتر (120 ميل) بينما عمقه يصل إلى 7 كيلومتر (2300 قدم)، ويعتبر من أكبر التضاريس حجماً في المجموعة الشمسية.
يقع فالس-مارينيرز على طول خط استواء الكوكب تقريباً شرق نتوء ثارسيس، ويمتد ليغطي تقريباً ما يقارب ربع محيط كوكب المريخ، يبدأ الوادي من منطقة نوكتيس لابيرينثس [الإنجليزية] غرباً ثم بإتجاه الشرق تجويفا [الإنجليزية] (تيثونيوم [الإنجليزية] و إيوس [الإنجليزية]) ثم تجاويف (ميلاس [الإنجليزية]، كاندور [الإنجليزية] و أوفر [الإنجليزية]) بعدها تجويف [الإنجليزية] (كوبراتس [الإنجليزية]) يليه تجويفا [الإنجليزية] (غانغيس [الإنجليزية]، و يوس [الإنجليزية]) بينهما منطقة كابري [الإنجليزية]، ثم قناة تدفق [الإنجليزية] تفتح على منطقة (الفوضى [الإنجليزية]) ذات التضاريس الوعرة والتي تنتهي بسهل (كريس [الإنجليزية]).
أقترح مؤخراً بأن فالس-مارينيرز عبارة عن صدع تكتوني عملاق في قشرة المريخ، ويتفق أغلب الباحثين بأن الصدع تكون كقشرة سميكة في منطقة ثارسيس ثم إتسع بفعل عوامل التعرية، اما بالقسم الشرقي من الصدع تظهر هناك قنوات من المحتمل أنها تكونت بسبب ماء جاري أو ثنائي اوكسيد الكربون مسال، بينما رأي اخر يقول بأن فالس-مارينيرز هو عبارة عن قناة كبيرة تكونت بسبب التعرية في القشرة الناتجة من الحمم المتدفقة من بركان بافيونيس.
سمي هذا الوادي بالنسبة إلى مهمة «مارينر 9» المدارية التي إكتشفته بين عامي 1971 و1972.

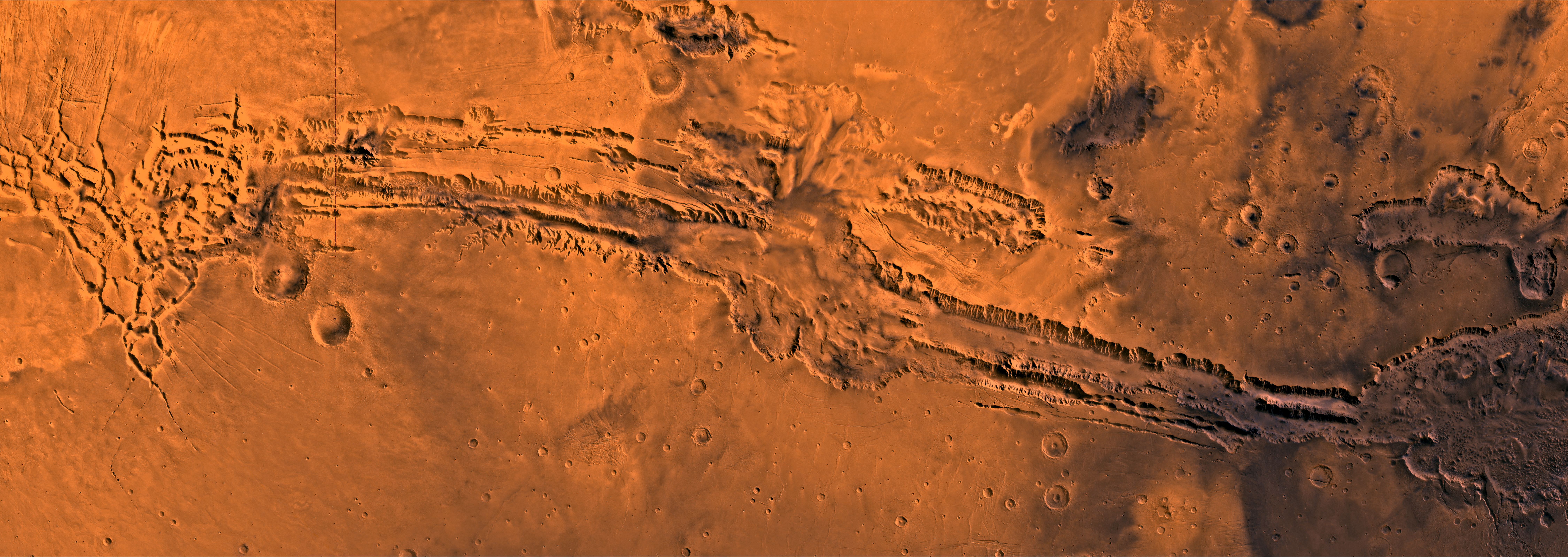
صورة لفالس مارينيرز من برنامج فايكينغ المداري.

صورة لفالس مارينيرز بواسطة برنامج التصوير بالانبعاث الحراري.

## التكوين
هناك العديد من النظريات حول تكوين فالس-مارينيرز وتتغير مع الزمن، في سبعينات القرن الماضي اقترح بأنه تكون نتيجة التعرية بسبب الماء أو التضريس الحراري بفعل ذوبان التربة المحتوية على كميات كبيرة من الجليد، الرأي القائل بالتكون نتيجة التضريس الحراري أكثر مقبولية لكون ان فكرة احتواء المريخ على مياه سائلة تشكل مشكلة، فالظروف الطبيعية الحالية على المريخ من ضغط الجوي يقارب 1% من الضغط على الأرض ودرجات الحرارة تتراوح بين 148 كلفن (125 مئوية تحت الصفر) و 310 كلفن (37 مئوية) لاتسمح بتواجد مياه سائلة، لكن الكثير من العلماء موقنين بأنه هناك مياه سائلة جرت على سطح الكوكب في الماضي سببت بتوسع الوادي، فرضية أخرى طرحت من قبل مكاولي عام 1972 بأنه تكون بسبب انسياب صهارة سائلة تحت سطح القشرة، اما في عام 1989 اقترح كل من تاناكا وغولومبيك نظرية التكسر بالشد، اكثير تفسير متفق عليه اليوم هو ان فالس-مارينيرز تشكل من صدع مشابه لصدع شرق افريقيا على الأرض ولاحقاً توسع بسبب التعرية وانهيار جدرانه.
كما يعتقد بأن تكوين فالس-مارينيرز مرتبط ارتباط وثيق بنتوء ثارسيس والذي تكون بين الحقبتين الجيولوجيتين نوشيان إلى وقت متأخر من هيسبريان [الإنجليزية] على المريخ، وعلى ثلاث مراحل، المرحلة الأولى تألفت من مزيج بين البراكين والانتفاخ الايزوستاتيكي، مع ذلك سرعان ما أضافت البراكين مواد إلى القشرة جعلتها غير قادرة على دعم الوزن الإضافي مما أدى إلى تكوين صدوع اخدودية بشكل واسع في المناطق المرتفعة من ثارسيس، بينما المرحلة الثانية تألفت باحتوائها على براكين أكثر وفقدان الاتزان الايزوستاتيكي، المصادر البركانية لم تعد تحت منطقة ثارسيس فخلق هذا حمل كبير جداً وبالنهاية عدم قدرة القشرة على رفع ثارسيس ومما انتج تصدعات شعاعية من ضمنها فالس-مارينيرز، المرحلة الثالثة تألفت بشكل اساسي من المزيد من البراكين وتصادمات النيازك، بعد ان وصلت القشرة إلى نقطة الفشل بدأت تتكون براكين اصغر، بينما براكين ثارسيس بدأت تلقي صهارة منخفضة اللزوجة، مكونة بركان درعي كاللذي موجود في جزر هاواي لكن أدى نشاط الصفائح التكتونية للمريخ الضعيف أو المنعدم إلى تاريخ طويل من الانفجارات البركانية المتكررة في نفس الأماكن وخلق أحد أكبر البراكين في النظام الشمسي وهو اوليمبوس.
أزالت الإنهيارات الأرضية لجوانب الصدع العديد من الترسبات على ارضية فالس-مارينيرز كما ساهمت بتوسيع الوادي، والاسباب المحتملة للانهيارات هي الزلازل الناتجة عن النشاط التكتوني أو الناتجة عن سقوط النيازك، كلاً من الحدثين يطلقات موجات زلزالية تنتشر عبر قشرة الكوكب كله وباطنه، لكن المريخ ذو نشاط تكتوني ضعيف لهذا من غير المرجح ان تكون زلازل المريخ قد احدثت موجات زلزالية كبيرة قوية بما يكفي لاحداث هذه الانهيارات.
الكثير من الحفر النيزكية الكبيرة في تاريخ المريخ حصلت خلال فترة القصف الشديد المتأخر بين 4.1 و 3.8 مليار سنة (فترة نوشيان)، أي انها أقدم بكثير من الرواسب الموجودة في ارضية فالس-مارينيرز، ومع ذلك تم تحديد ثلاث حفر (بضمنها حفرة اوديمانس [الإنجليزية]) من الممكن أن تكون قد ساهمت في بعض الانهيارات التي حصلت في الوادي حسب قربها وفترتها الزمنية.

## أجزاء فالس-مارينيرز

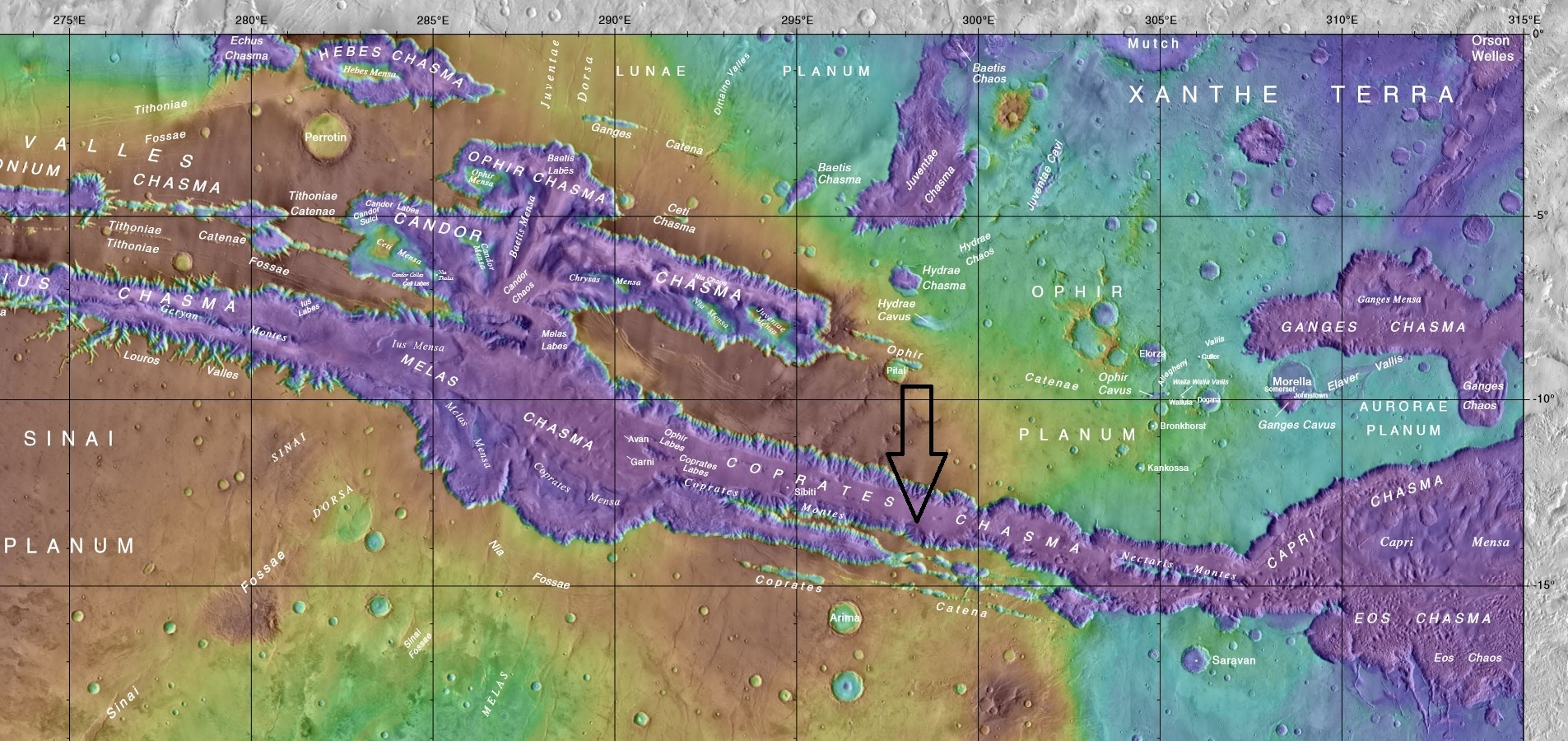
صورة تبين اغلب اجزاء وادي فالس-مارينيرز.

### نوكتس لابيرينثس
يشكل نوكتس لابيرينثس الحافة الغربية من منظومة صدع فالس-مارينيرز، يقع شمال الهضبة السورية وشرق بركان بافونيس، وهي منطقة ذات مرتفعات متكسرة وتحتوي على أخاديد عشوائية تحيط الكتل الكبيرة من التضاريس القديمة، تتألف أغلب الاجزاء العليا من المرتفعات والكتل من مواد حديثة التكوين يعتقد انها بركانية الاصل وعلى صلة بانتفاخ ثارسيس، بينما الاسطح الأخرى تتكون من مواد أقدم عمراً ويرجح بأنها من اصل بركاني أيضاً لكنها تختلف عن المواد الاحدث بأنها ذات صلابة أكبر وفيها فوهات صدمية أكثر بينما جوانب هذه الكتل تتشكل مادة متصلة واحدة بحيث يعتقد أن أسس هذه الكتل يتكون من صخور كبيرة، المساحات بين الكتل تتكون من مواد سطحية خشنة و/أو ناعمة، تميل المواد الخشنة إلى التواجد شرق منطقة نوكتس لابيرينثس ويعتقد بأنها حطام متكسر من جدران الصدوع أو ربما هي بالاصل بروزات تغطي سطح المساحات أو الحواف المنهارة، أما المناطق الملساء فأغلب التوقعات تشير إلى انها تكونت من ترسب من العمليات النهرية أو مواد بازلتية فوق المواد الخشنة.

بالعادة تتواجد التضاريس المشابهة لنوكتس لابيرينثس في رؤوس القنوات التي تحتوي على سوائل متدفقة، وإحداها تلك التي استكشفتها بعثة باثفايندر وسوجورنر، والتي تم تفسيرها على أنها نتاج سلسلة فيضانات عنيفة لسائل يمكن ان يكون من ثلج أو غاز ثنائي اوكسيد الكربون، ماء أو حمم بركانية، الفرضية التي تقترح انسياب حمم بركانية تتوافق مع حالة نوكتس لابيرينثس حيث ان هذه التضاريس ترتبط مباشرة بأنابيب الحمم على سفح بركان بافونس.

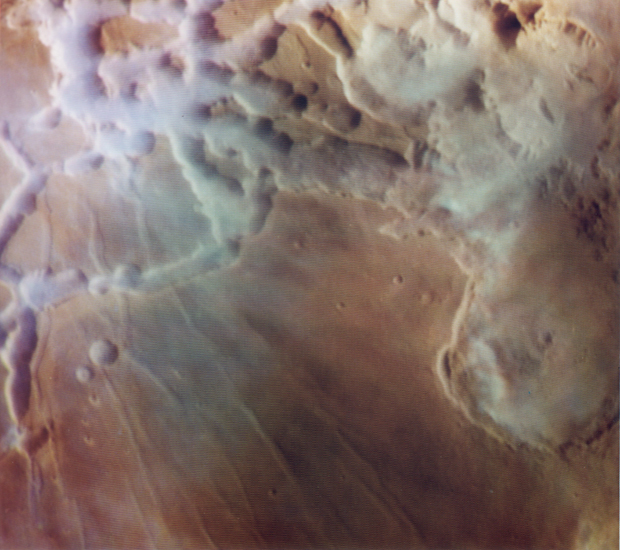
صورة لمنطقة نوكتس لابيرينثس تظهر وجود بعض سحب الضباب المائية في اشعة شمس الفجر.
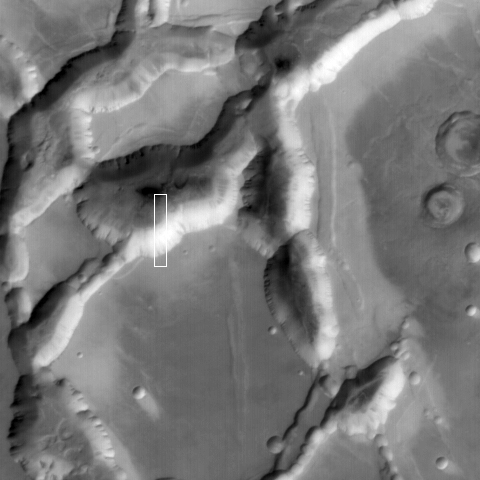
جزء من نوكتس لابيرينثس مأخوذة بواسطة مهمة "MGS"
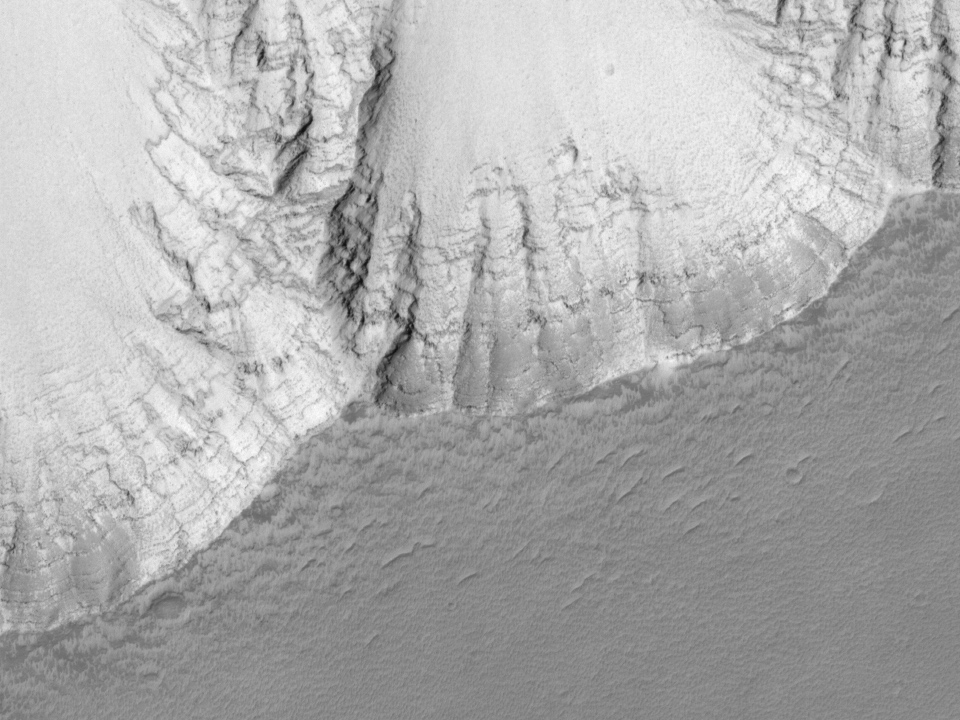
صورة تظهر الفرق بطبقات جدار نوكتس لابيرينثس.
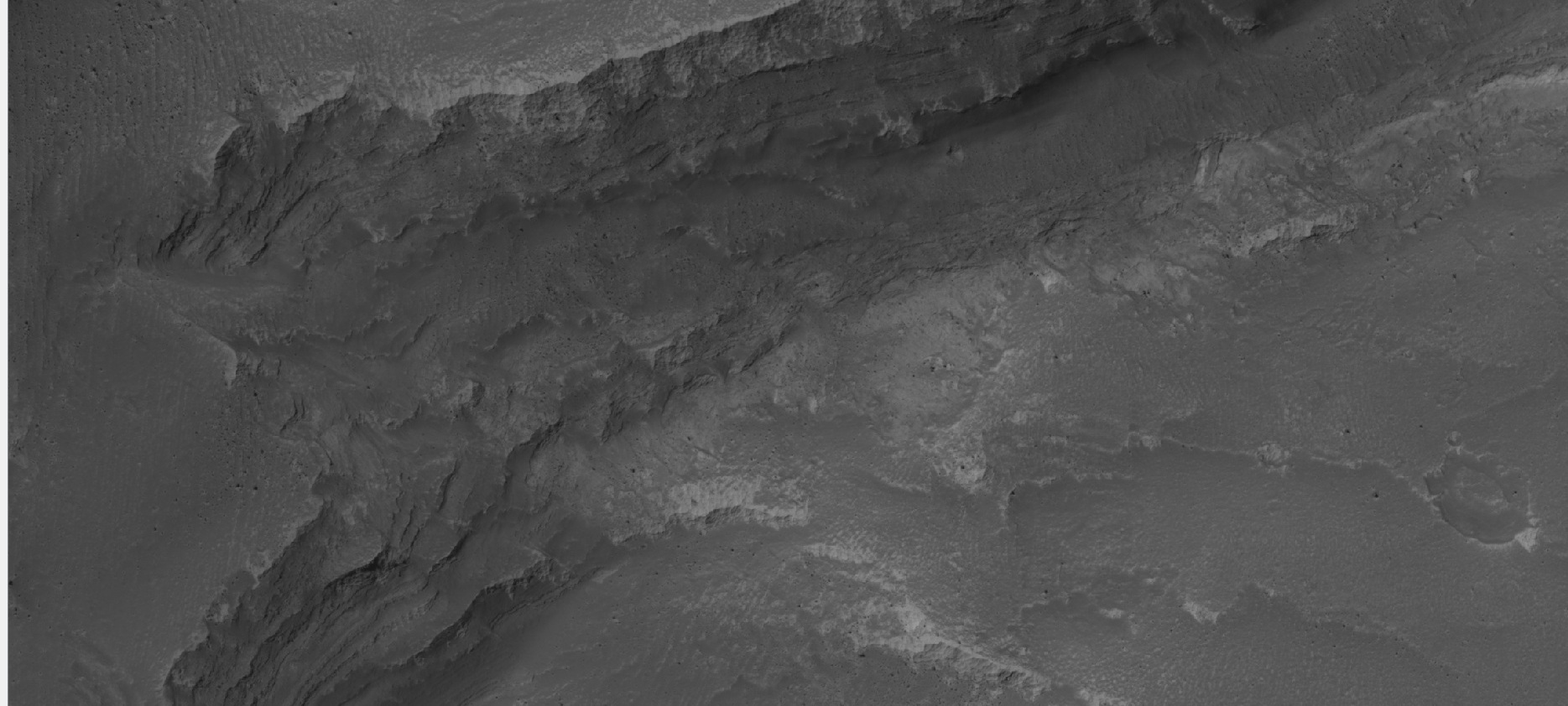
مجموعة من الطبقات قرب قاعدة نوكتس لابيرينثس.
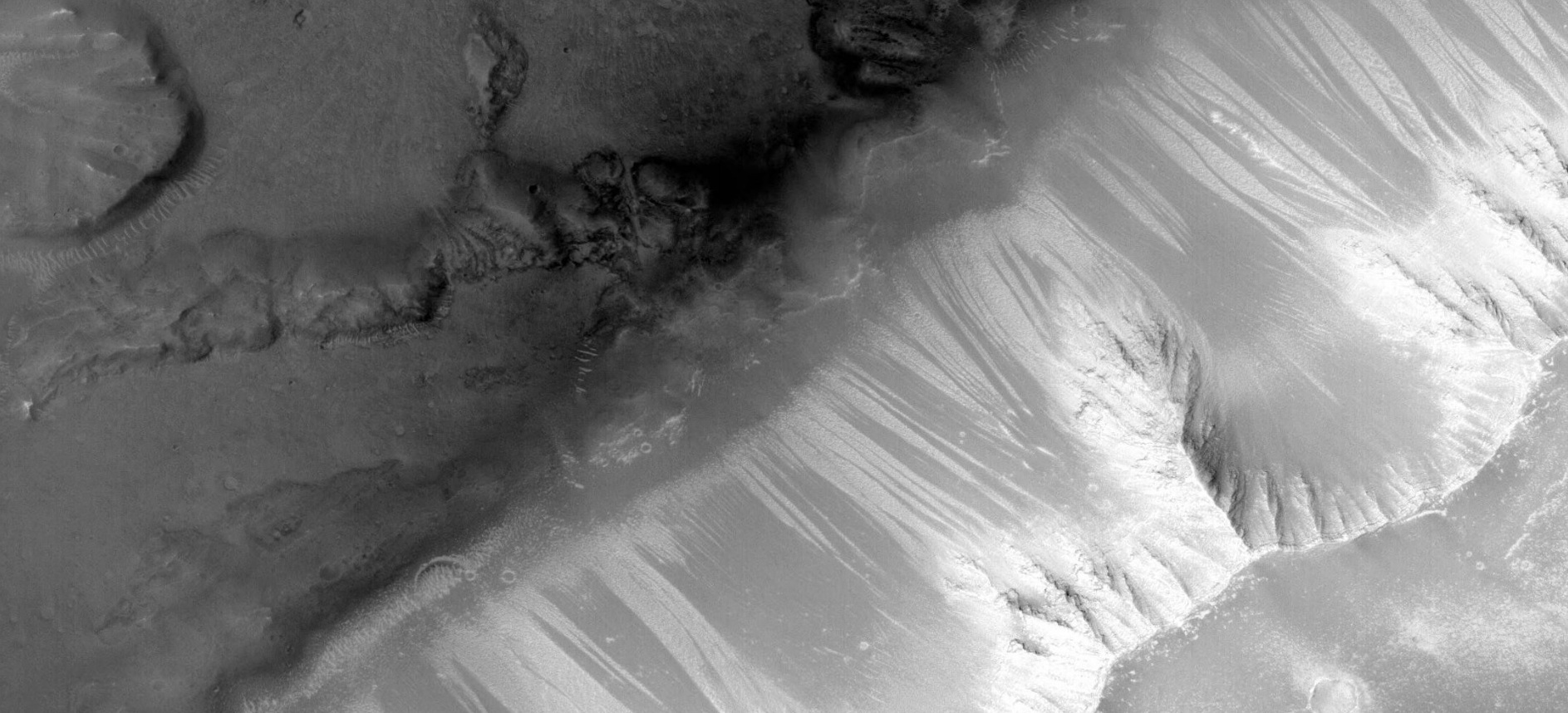
نظرة واسعة لجرف في نوكتس لابيرينثس.
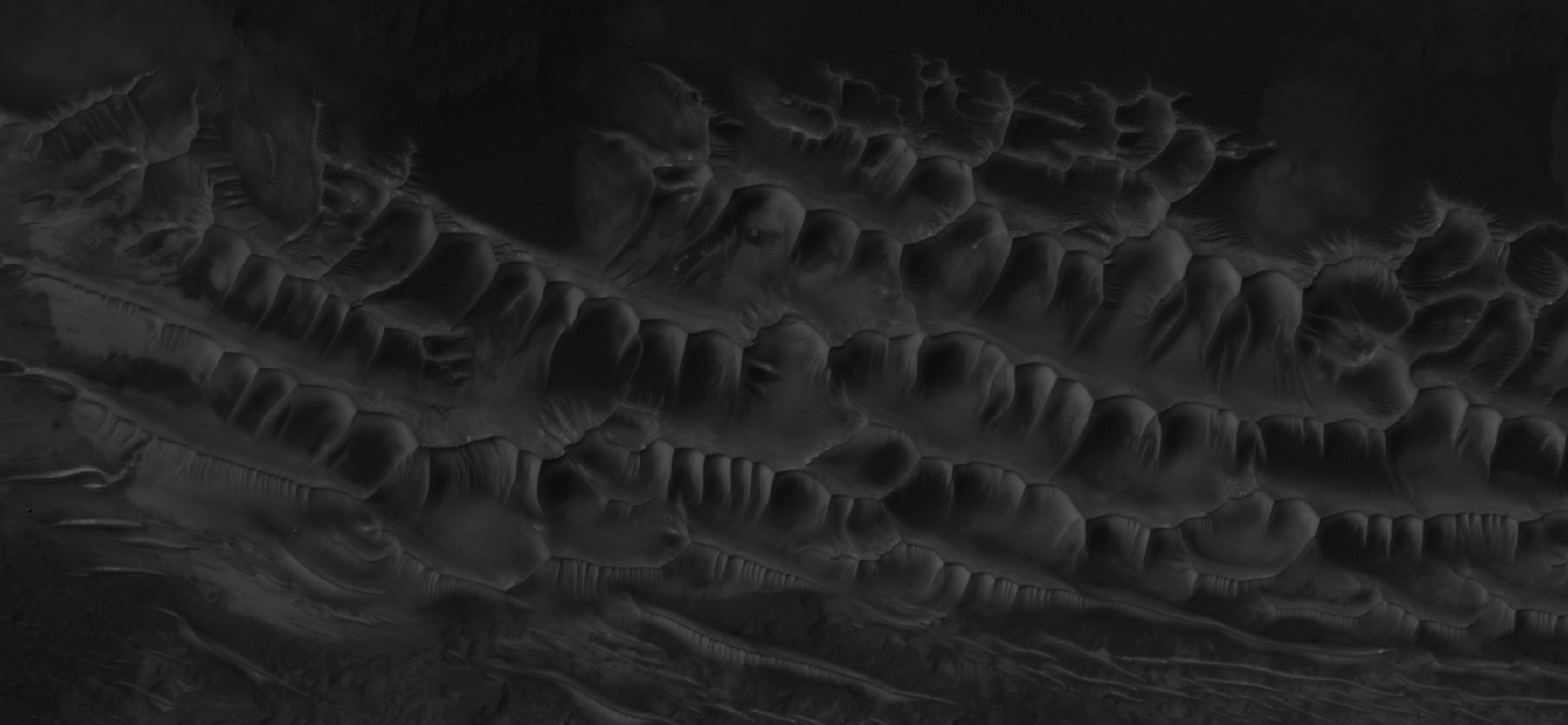
نظرة مقربة لبعض التضاريس الوعرة في أرضية نوكتس لابيرينثس.
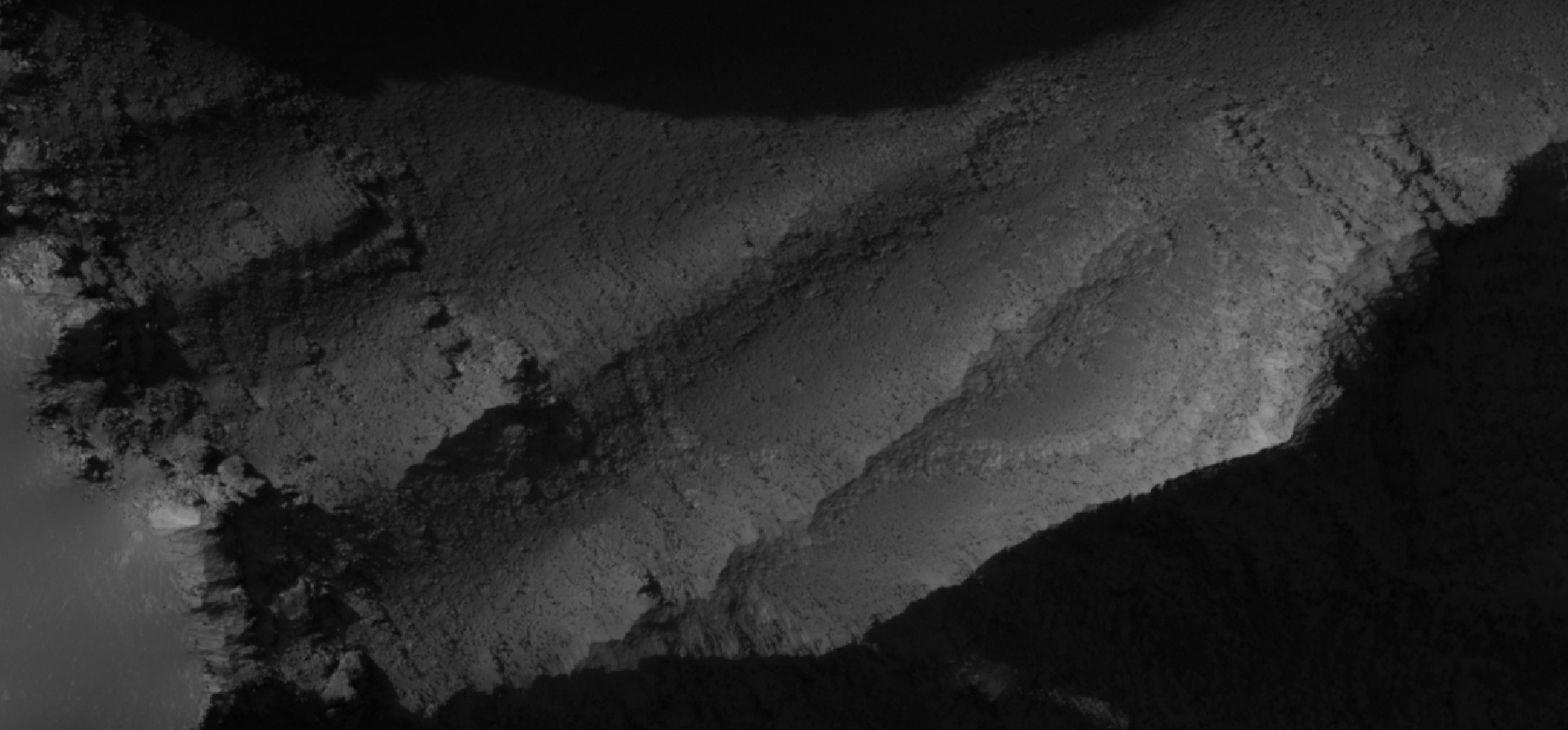
نظرة مقربة لبعض الطبقات.

### تجويفا إيوس وتيثونيوم

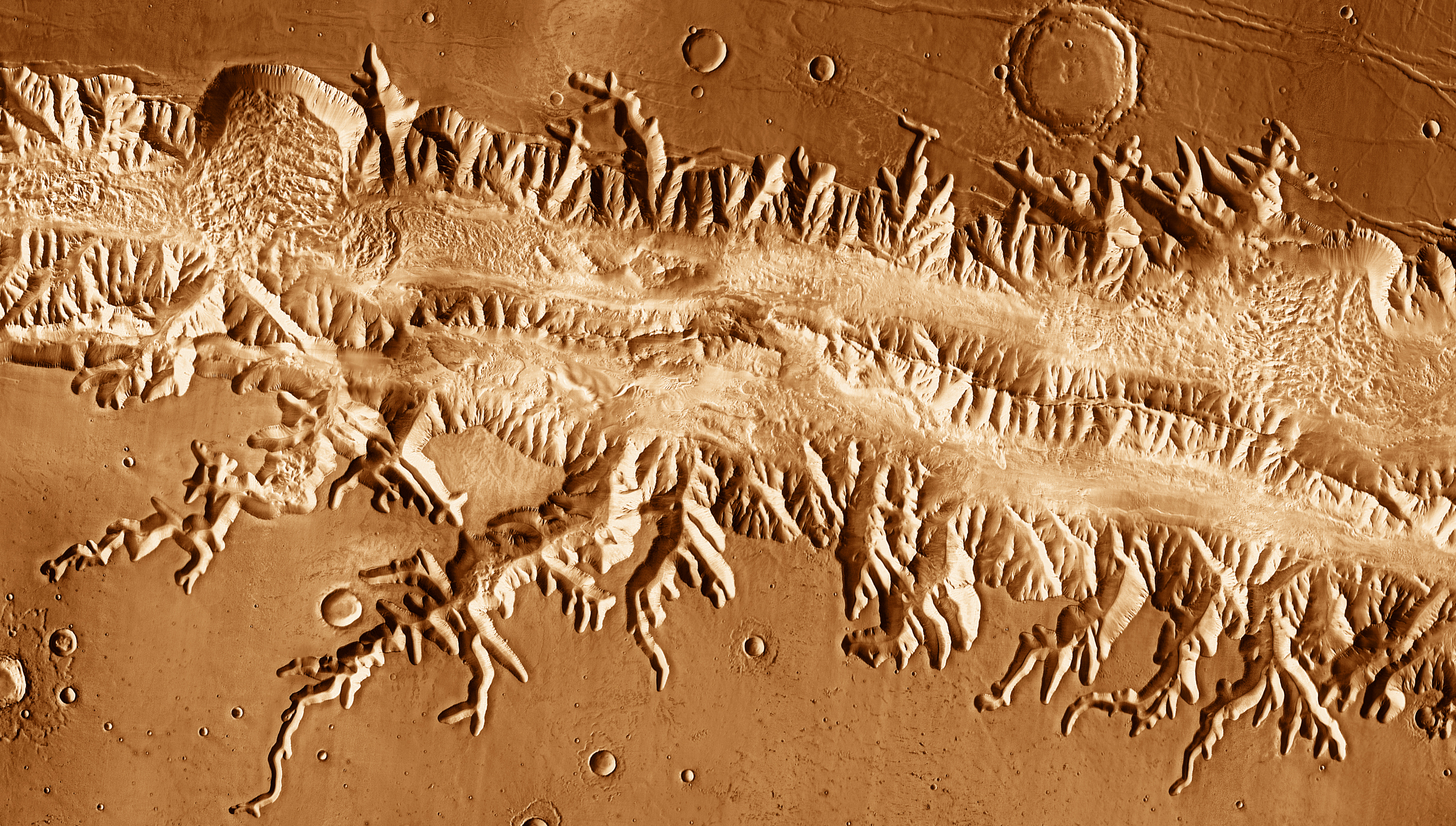
صورة تظهر تجويف إيوس بواسطة برنامج التصوير بالانبعاث الحراري.

إلى الشرق من اوديمانس يقع التجويفان المتوازيان إيوس وتيثونيوم، التجويف الشمالي هو تيثونيوم والجنوبي إيوس هو الاوسع ويقود إلى تجويف ميلاس، في وسط تجويف إيوس توجد سلسلة من النتوئات الجبلية تسمى غيريون مونتيس والمكونة من صخرة القاعدة غير المقسمة، تتكون ارضية تجويف إيوس من مواد أصلية من القشرة لا يوثر فيها التآكل والتعرية كثيراً، يحتوي الجدار الجنوبي من التجويف وبمقدار اقل من الشمالي على العديد من الوديان القصيرة الممتدة عمودياً تقريباً على مسار التجويف، تتميز هذه الوديان أنها مغلقة أحد الاطراف وحافات غليظة تشبه التي توجد في هضبة كولورادو بالقرب من الغراند كانيون على الأرض والتي تظهر بسبب اختلال المياه الجوفية [الإنجليزية] وتتوسع بفعل انهيارات الجدران.
تجويف تيثونيوم يشبه إيوس بدرجة كبيرة، الا انه يفقد خواص التجويف في جانبه الجنوبي ويحتوي على جزء من المواد التي تشبه خواص الأرضية الملساء باستثناء انه بعض التراكيب التي يبدو انها نتجت من تآكل الجدران بفعل الرياح.
السطح مابين التجويفين يتألف من مواد حديثة التكوين ومسارات الحمم البركانية بالإضافة إلى الصدوع الأرضية بسبب نتوء ثارسيس.

### تجويفات ميلاس وكوندور واوفير
إلى الشرق من التجويفات السابقة توجد ثلاث تجويفات أخرى وهي من الجنوب إلى الشمال تجويف (ميلاس، كوندور واوفير)، ميلاس يقع إلى شرق تجويف إيوس، كوندور يقع شرق من تيثونيوم بينما تجويف اوفير يظهر بشكل اهليجي داخل تجويف كوندور، هذه التجاويف الثلاثة متصلة مع بعضها.
70% من أرضية التجويف ميلاس تتكون من مواد كبيرة يعتقد بأن أصلها رماد بركاني تم نشرها وترسيبها بواسطة الرياح ويحتوي على مواد خشنة ناتجة من تآكل جدران الوادي، كما يوجد في وسط هذه التجاويف ارض أعلى من مستوى متوسط ارضية التجاويف نتجت على الارجح بسبب تراكم المواد الأرضية الأخرى، بالقرب من حواف تجويف ميلاس توجد الكثير من المواد المنزلقة كالتي ظهرت في تجويفات إيوس وتيثونيوم، كما انه يحتوي أخفض نقطة في نظام فالس-مارينيرز بعمق يصل (11 كيلومتر) عن السطح المحيط فيها، قنوات الدفق في هذه المنطقة ترتفع بما يقارب 0.03 درجة باتجاه السهول الشمالية وهذا يعني لو ان وضع ماء في التجويف فإنه سيشكل بحيرة بعمق 1000 متر قبل ان يتدفق الماء إلى السهول الشمالية.

المواد التي تغطي الأرضية بين تجويفي كوندور وميلاس تشكل أخاديد، وعادة ما تفسر هذه التكوينات بأنها ناتجة عن الطمي و/أو مواد انجرفت بفعل إذابة الجليد أو الماء السائل، توجد أيضاً أجزاء من مواد أرضية كبيرة وأحدث تكويناً ذات اصل بركاني فتاتي يظهر تباين زمني بين تركيباتها وهناك مواد أخرى منحوتة من مواد حديثة وقديمة تظهر عليها علامات التآكل بفعل الرياح بالإضافة إلى وجود عدة نتوئات من مادة غير مقسمة تتكون من نفس مادة جدران الوادي.

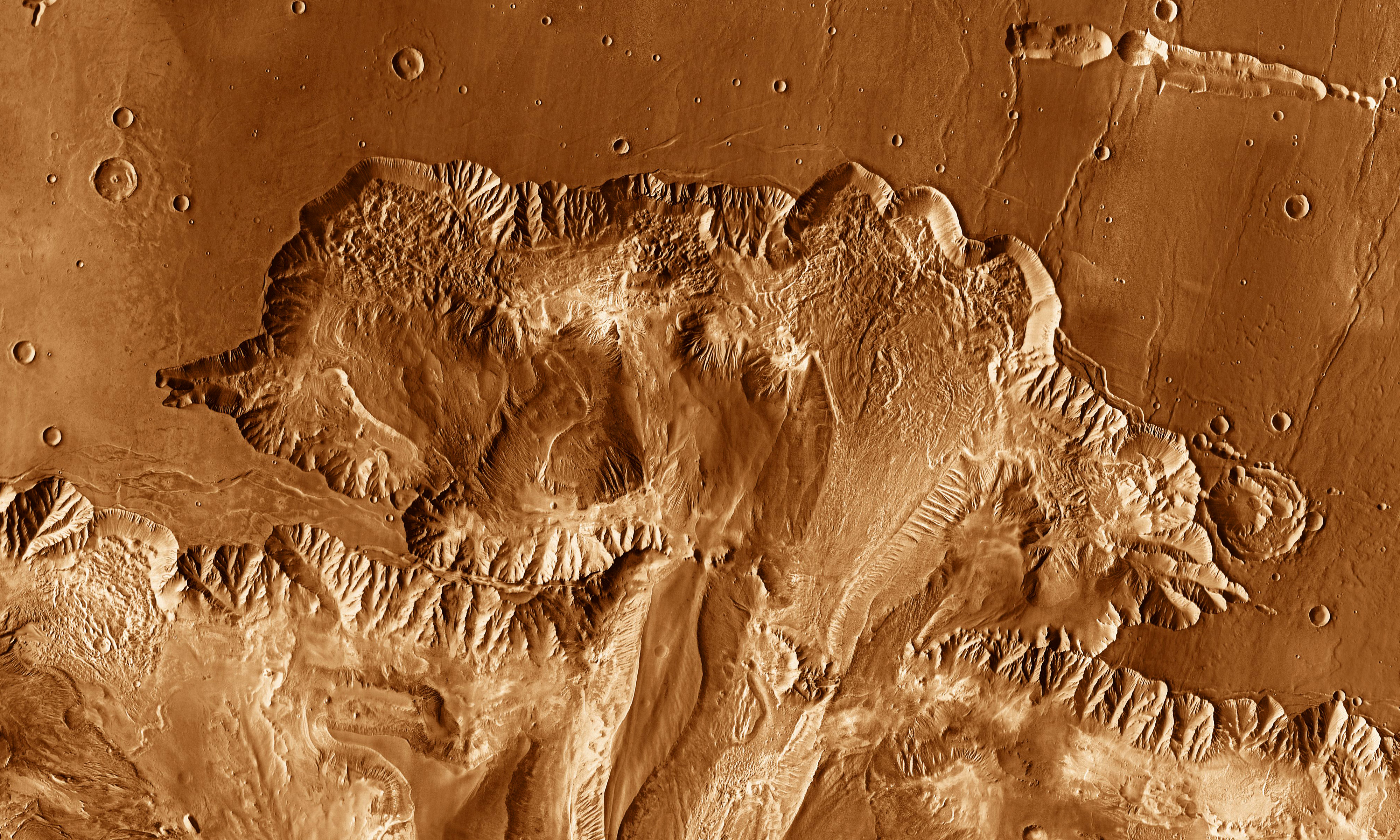
تجويف أوفر بواسطة برنامج التصوير بالانبعاث الحراري [الإنجليزية].
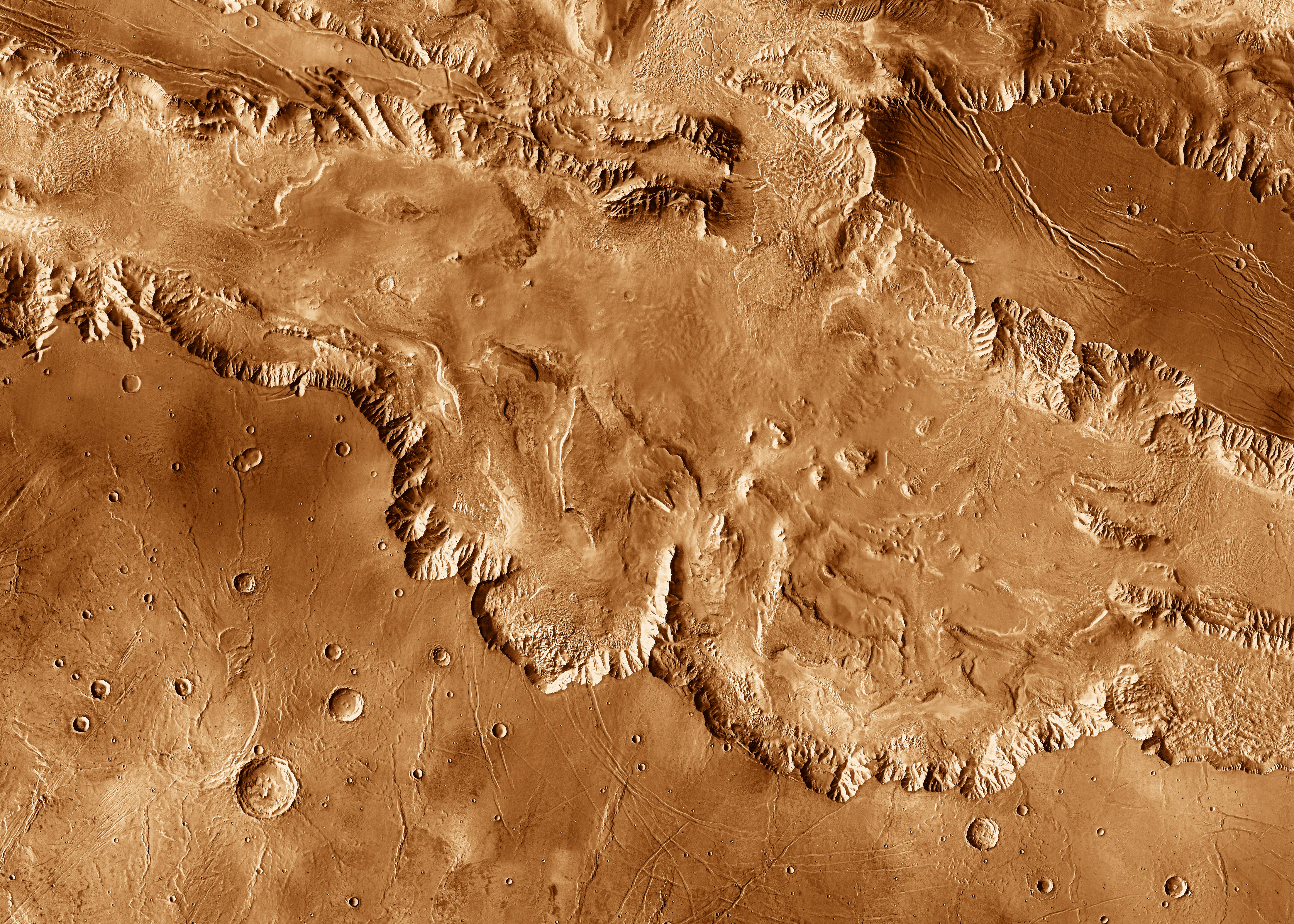
تجويف ميلاس بواسطة برنامج التصوير بالانبعاث الحراري [الإنجليزية].
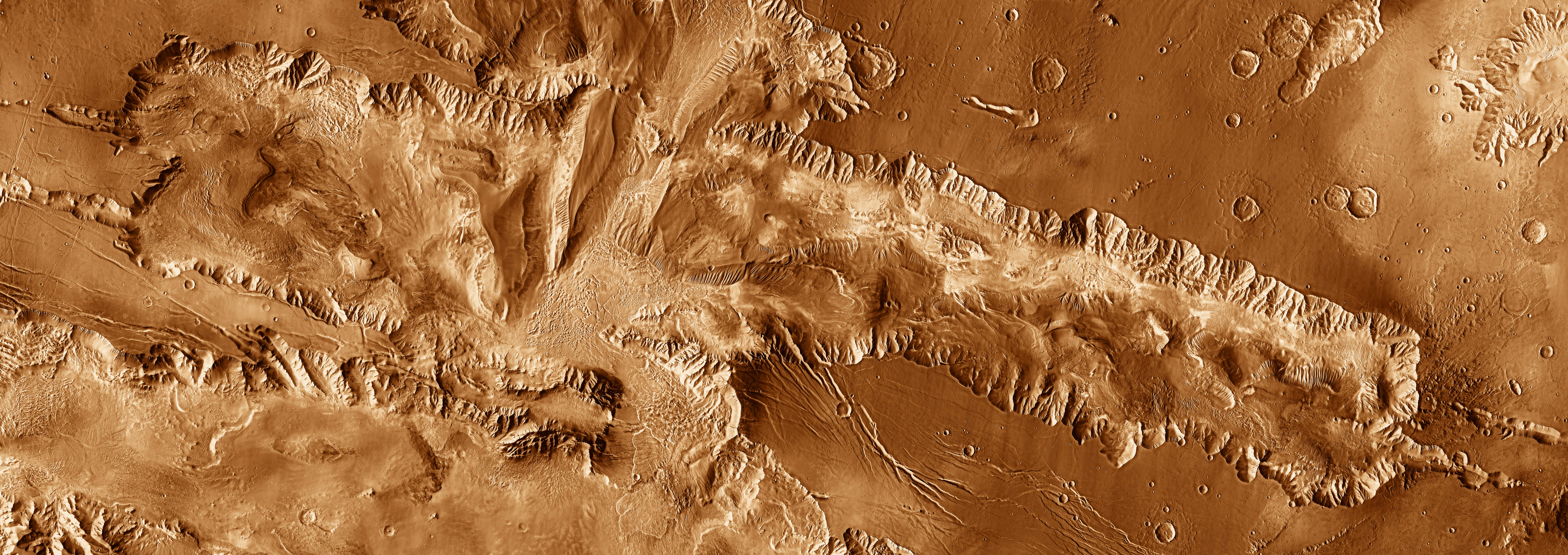
تجويف كاندور بواسطة برنامج التصوير بالانبعاث الحراري [الإنجليزية].

### تجويف كوبراتس

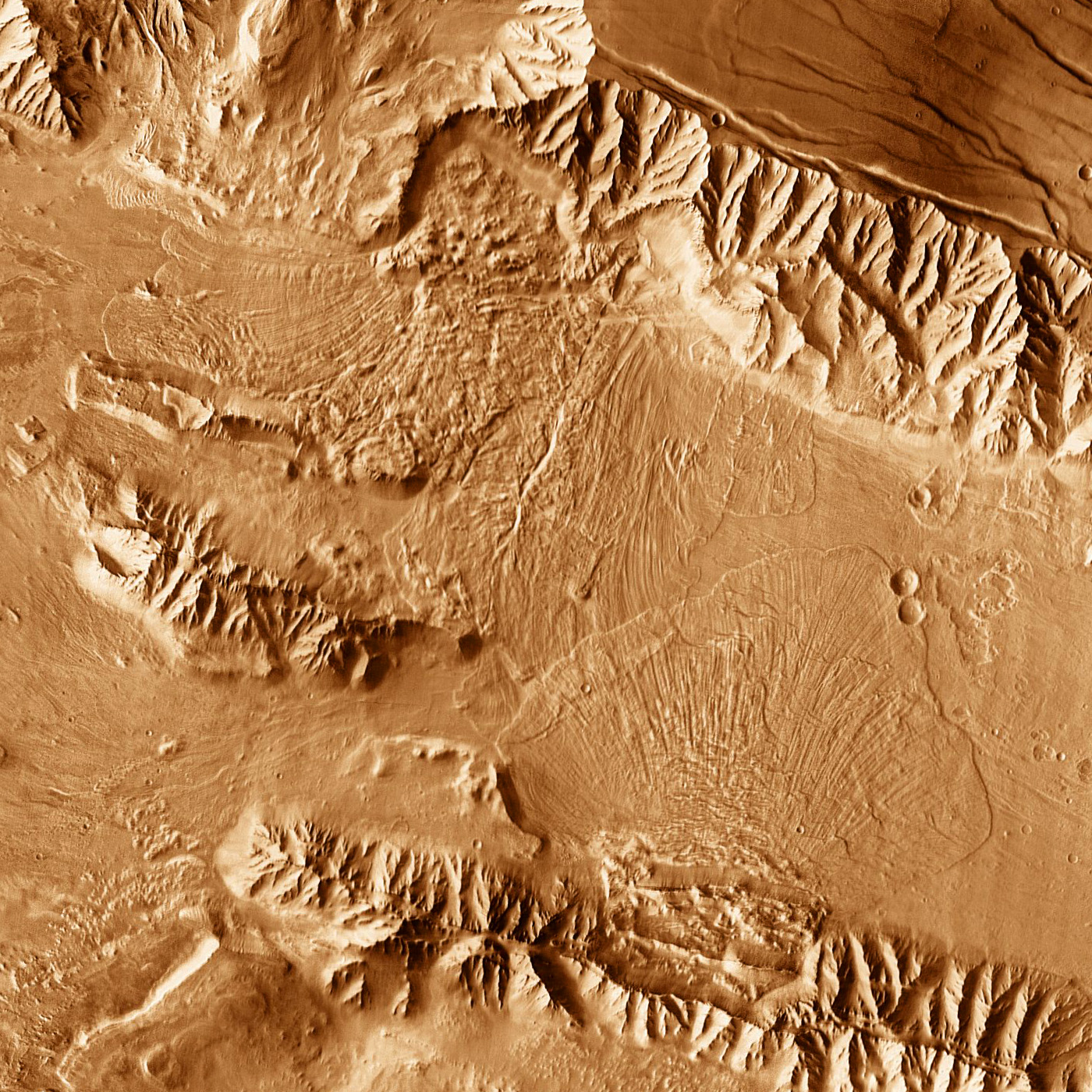
صورة لمنطقة التقاء تجويف كوبراتس مع تجويف ميلاس وتظهر فيها أثر للمواد المنهارة من جانبي التجويف.

التجويفات اعلاه تتصل مع تجويف كوبراتس من جهة الشرق، يتشابه في تركيبه كثيراً مع تجويفي إيوس وتيثونيوم يختلف عن إيوس في انه يملك موادر رسوبية كالطمي ورسوبيات بفعل الرياح، لكنه يتشابه مع إيوس بامتلاكه لرسوبيات طبقية تكون أكثر تحديداً من إيوس، هذه الرواسب تكونت قبل تكون الوادي فالس-مارينيرز وتم نحتها في وقت لاحق بعد تكوين الوادي، البيانات الحديثة الواردة من مهمة "MGS" المدارية تقترح بأن هذه هذه الطبقات تكونت من مجرد سلسلة إنهيارات في مواد بركانية الاصل فوق بعضها البعض أو انها كانت قاع لمحيط مائي متجمد أو سائل ويقترح بأن الاودية الطرفية لنظام فالس-مارينيرز كانت مرةً بحيرات معزولة تكونت بفعل الانهيارات، هناك مصدر آخر يمكن ان يشكل هذه الرواسب وهو نقل المواد بفعل الرياح لكن اختلاف طبقات هذه المادة يظهر ان هذا المصدر لايمكن ان يكون الوحيد لان الطبقة السطحية فقط رقيقة اما الطبقات التي اسفلها كبيرة جداً، مما يدل على ان الطبقات السفلية متكونة من كتل صخرة مضغوطة والطبقات العليا تكونت من تأثيرات أخرى، ربما بعض هذه الطبقات وصلت بفعل الانهيارات خاصة التي تبدو فيها الطبقات منتظمة، التعيقدات في تضاريس الطبقات المشوهة والتي تحتوي العديد من الطيات واختلاف بالسماكة ربما نتجت من رواسب من قاع بحيرة مريخية قديمة، تبدو هذه التضاريس معقدة فقط لأن ما لدينا هي صور جوية ولاتوجد بيانات كافية لاعطاء تأكيدات عليها.

كما تم تفسير حقل مكون من أكثر من 100 مخروط في ارضية التجويف على انها مخاريط بركانية مع اثار لتدفق حمم يقدر ان اعمار هذه المخاريط تعود للعصر الامزوني المتأخر أي بين 200 إلى 400 مليون سنة.

صورة لتجويف كوبراتس من برنامج التصوير بالانبعاث الحراري.
صورة تبين حدود تجويف كوبراتس وموقعه على الكوكب.
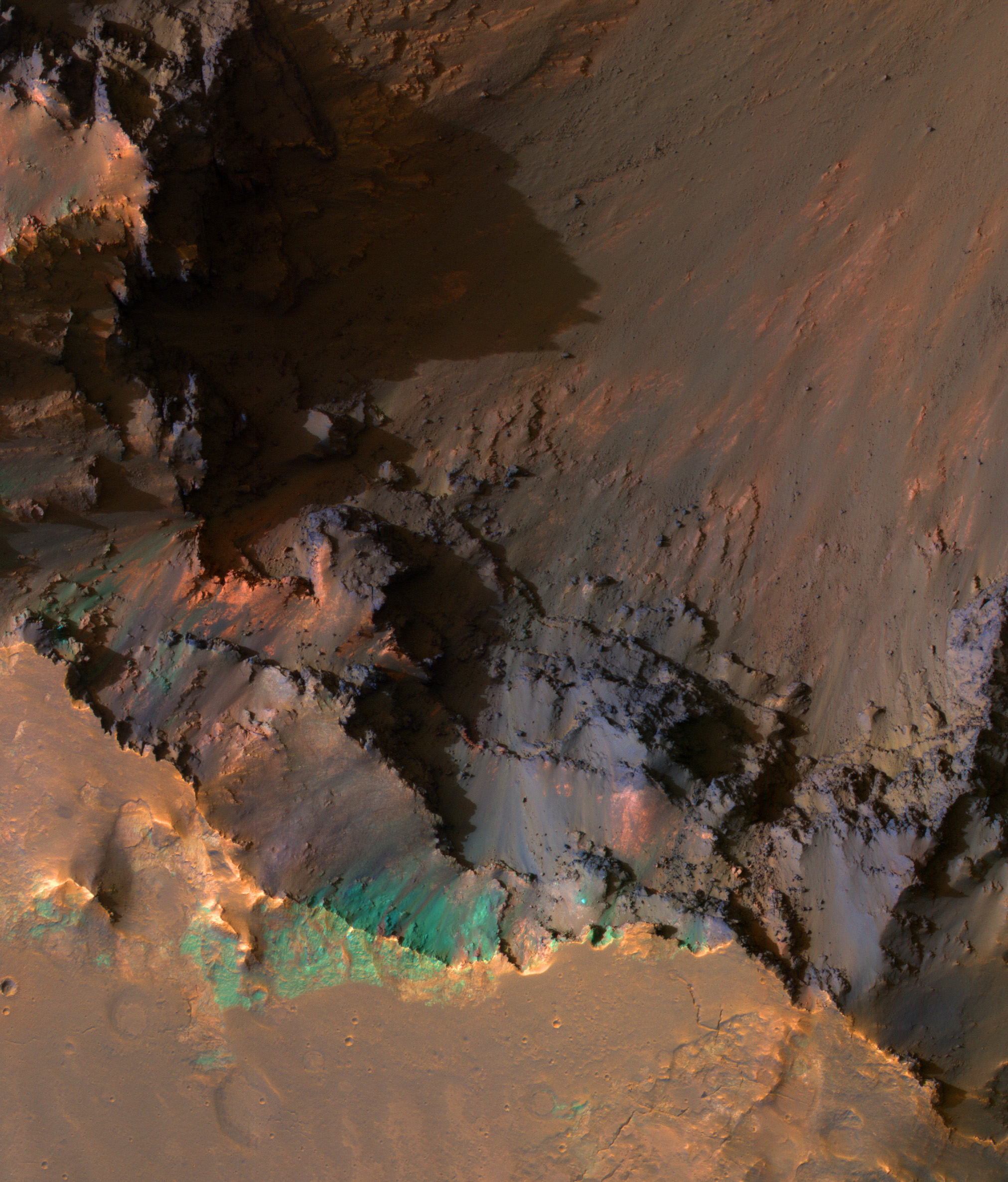
صورة لجرف في تجويف كوبراتس.
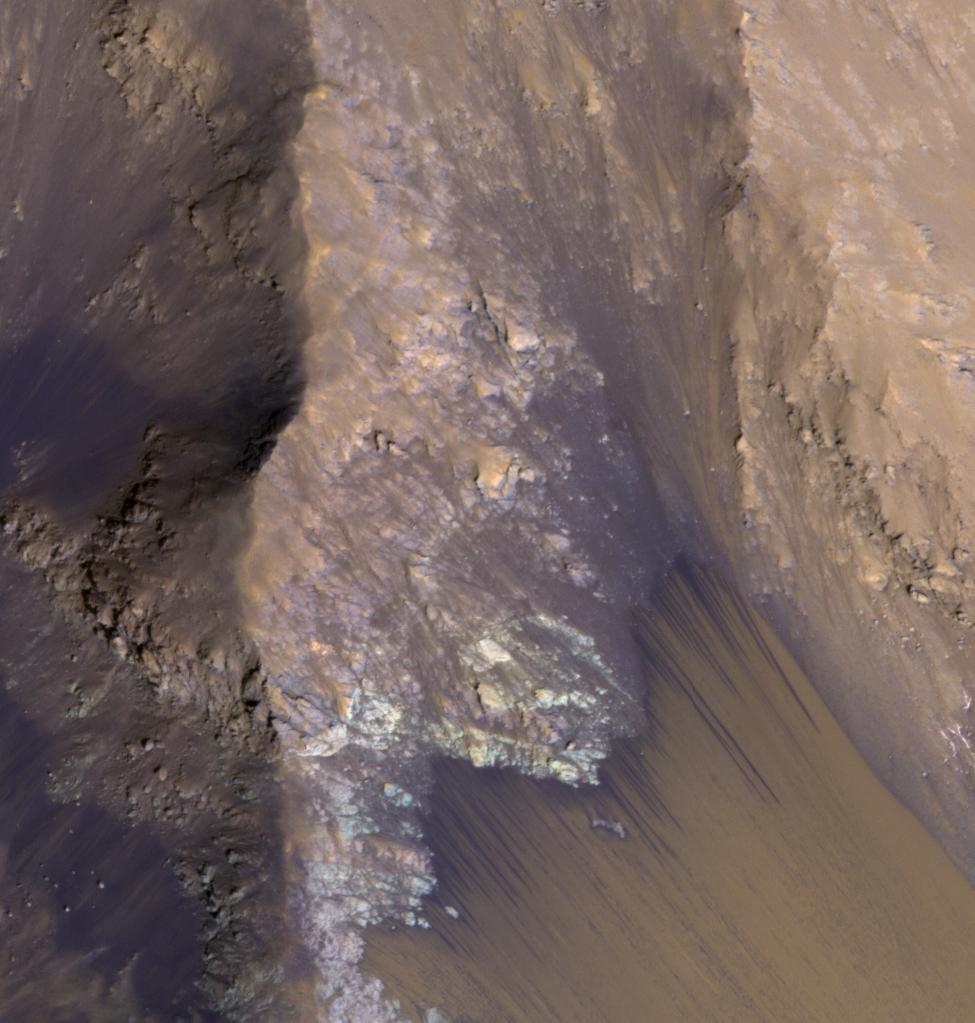
صورة توضح آثار التدفقات الموسمية للمياه المالحة السائلة على المريخ والتي اعلن عن اكتشافها في عام 2015.

### تجويفي يوس وغانغيس
إلى الشرق يقع تجويفا يوس وغانغيس، الطرف الغربي من تجويف يوس يتكون بشكل اساسي من كتل ضخمة من مادة منحوتة تكونت بفعل البراكين أو رواسب رياح المريخ، الطرف الشرقي من يوس يحتوي على منطقة كبيرة تحتوي على تراكيب ومسارات شريطية وتفسر على انها مواد تم نقلها وترسيبها بفعل سائل متدفق، بينما تجويف غانغيس يمثل تفرع من تجويف يوس بالاتجاهين شرق وغرب وارضيته تتكون بالغالب من مواد جدارية منهارة.

صورة علوية لتجويف يوس.
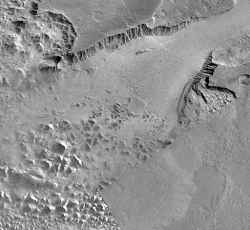
تجويف يوس.
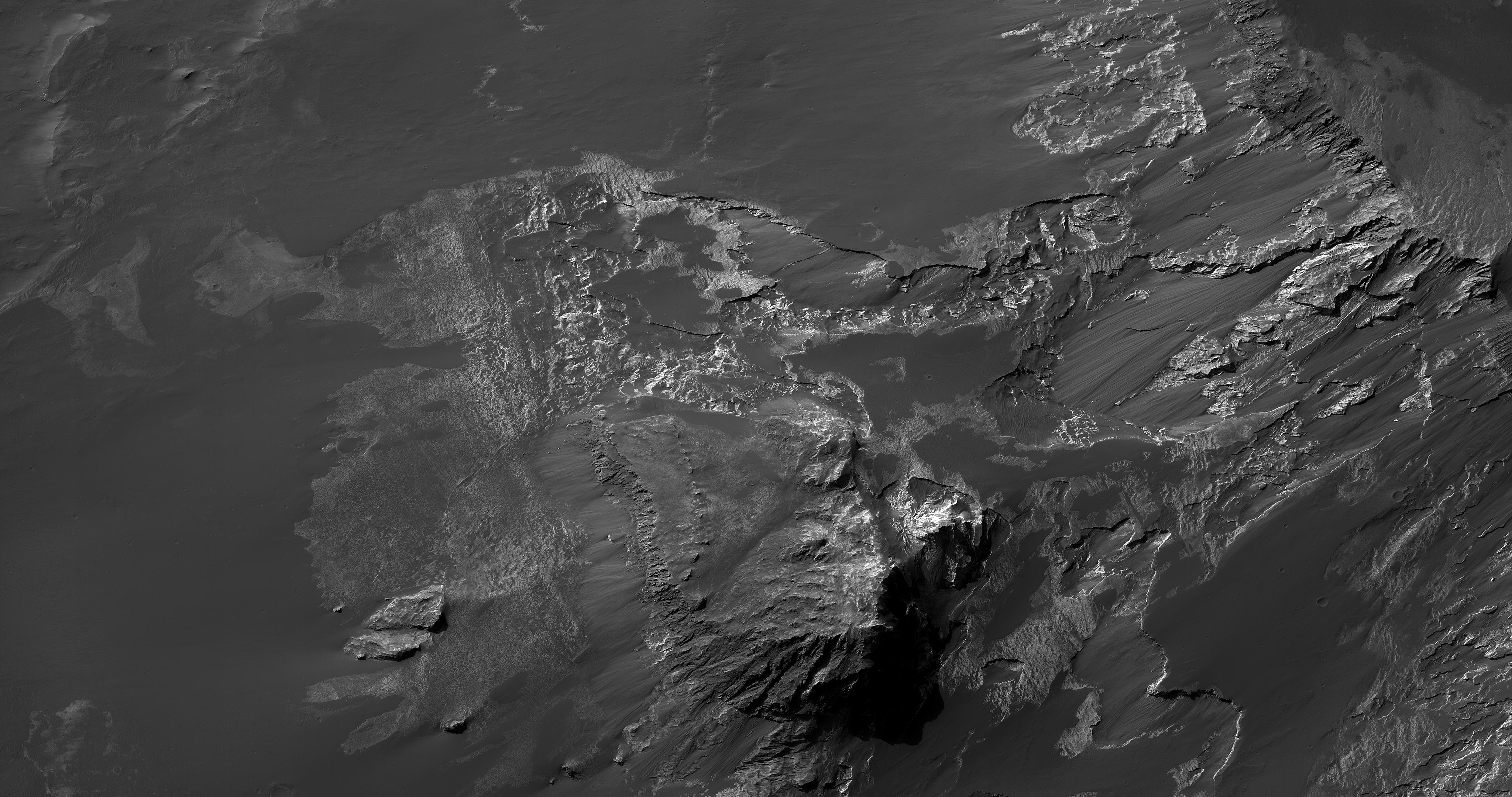
صورة تظهر صخور هيماتايت في تجويف يوس.
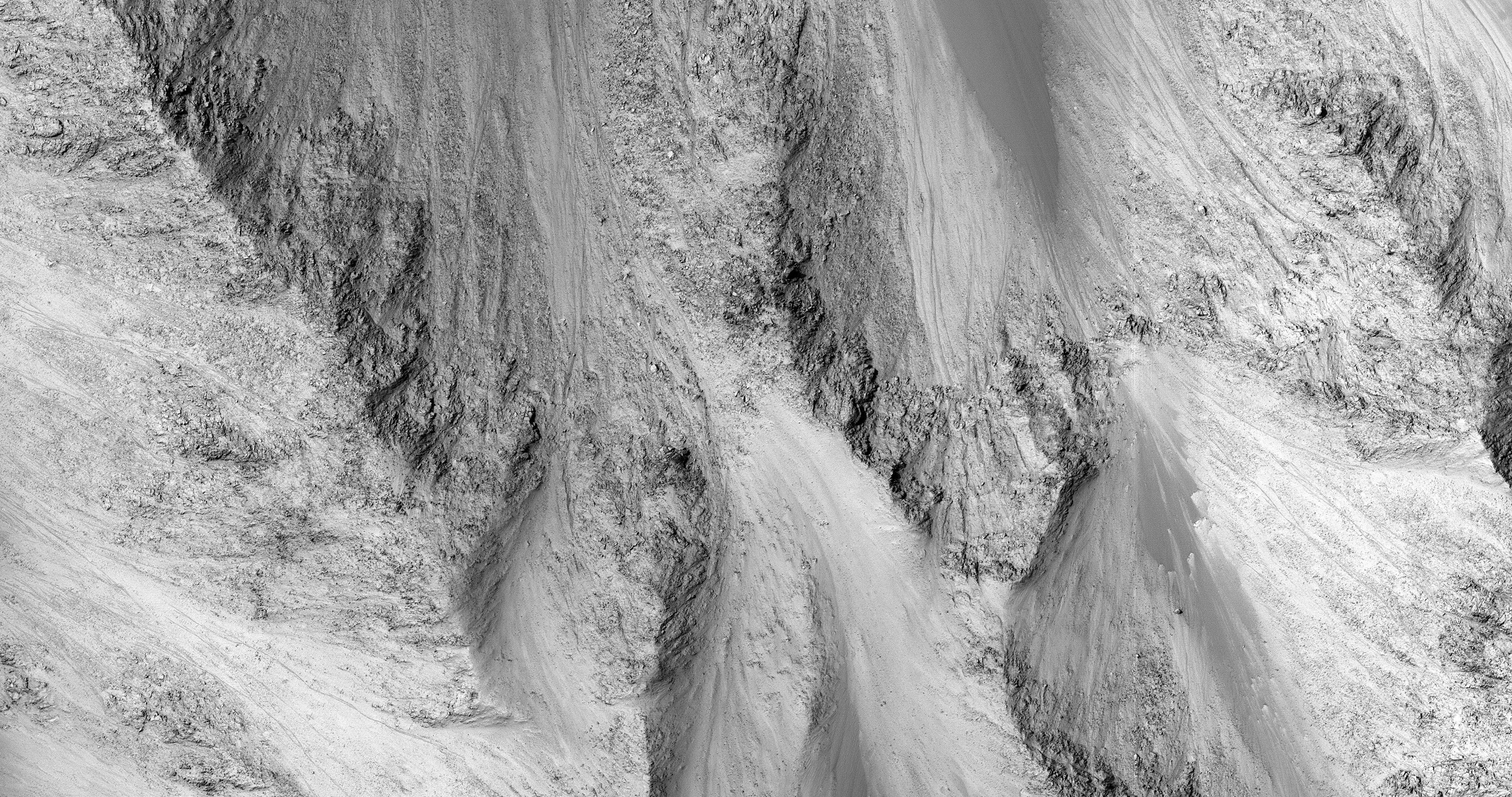
منحدرات في تجويف يوس.
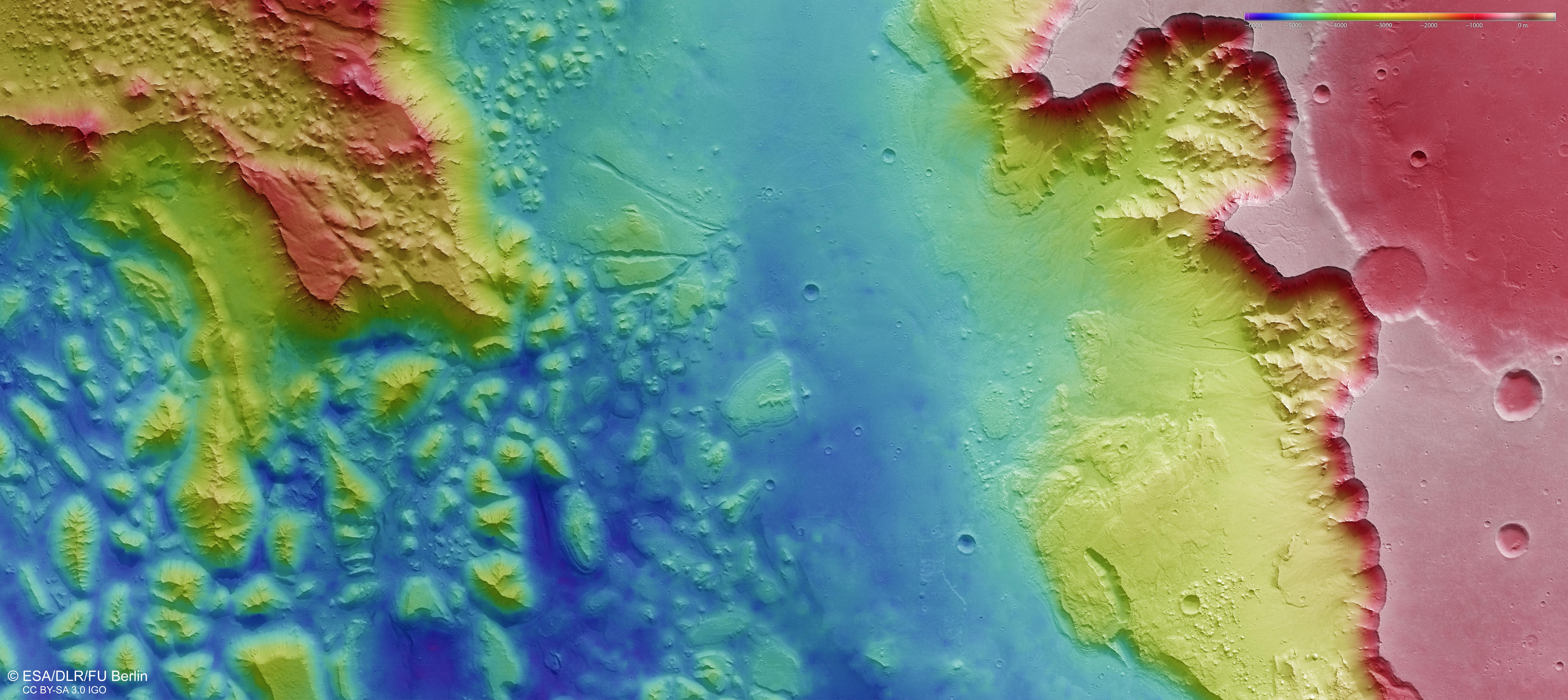
صورة طوبوغرافيا تبين تجويف غانغيس الى اليمين ومنطقة اوروراي الوعرة الى اليسار.
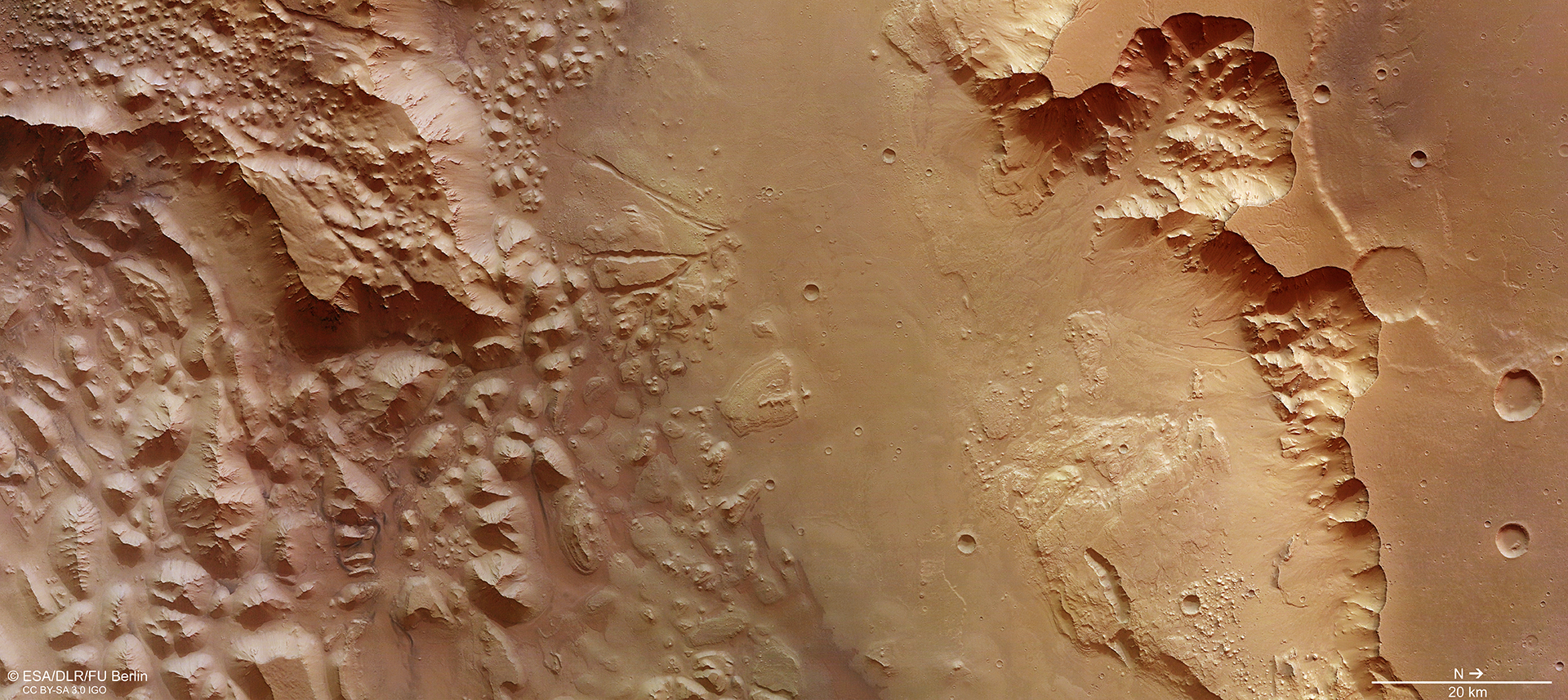
صورة تظهر تجويف غانغيس الى اليمين ومنطقة اوروراي الوعرة الى اليسار.
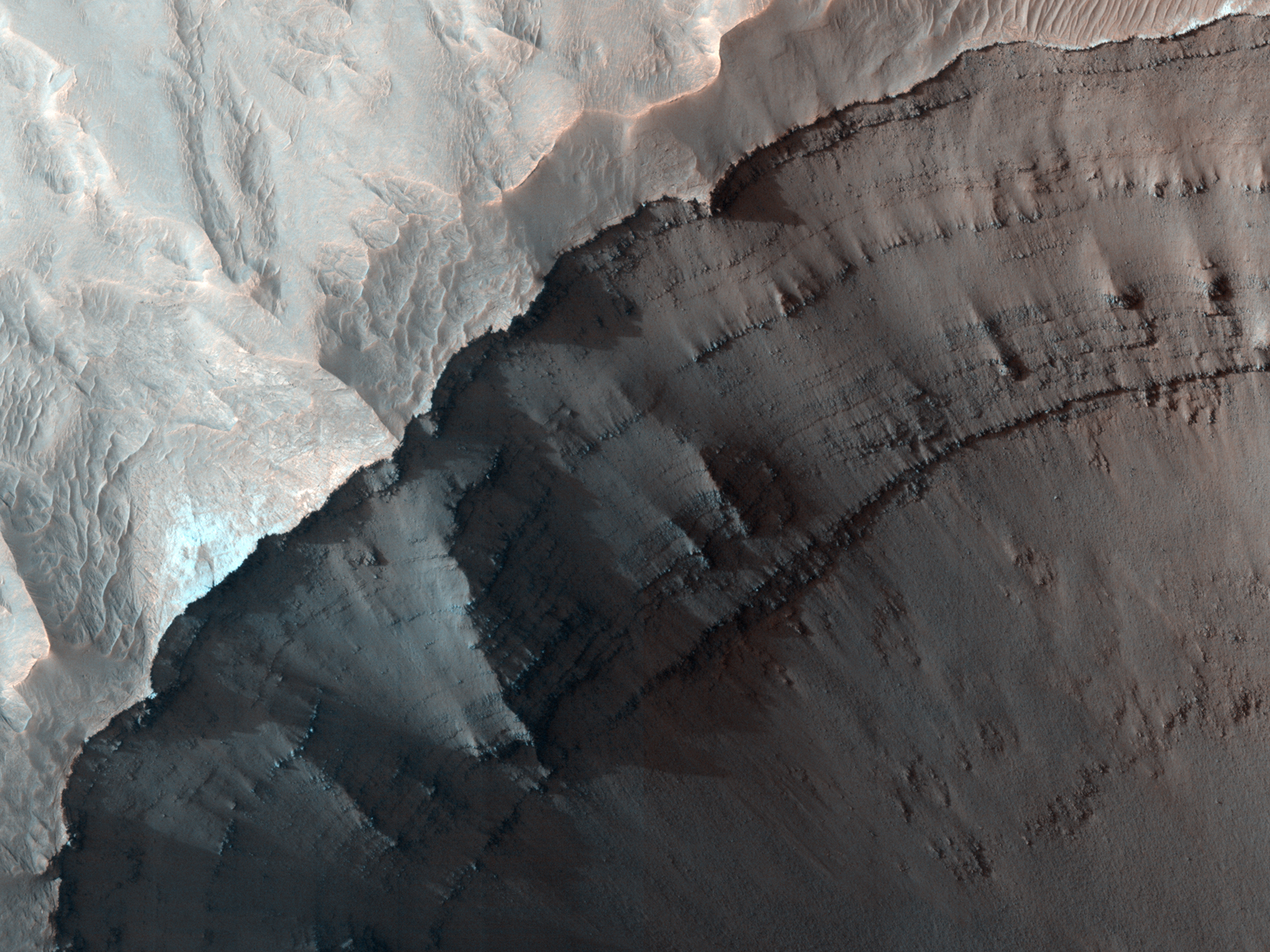
صورة لحافة جرف في تجويف غانغيس تظهر اختلاف الطبقات والانهيارات الصغيرة.

### سهل كريس
إلى الشرق من يوس وغانغيس يفتح وادي فالس-مارينيرز على منطقة كريس [الإنجليزية] في السهول الشمالية للمريخ والتي ترتفع بحوالي كيلومتر واحد فقط عن أخفض نقطة في وادي فالس-مارينيرز والتي تقع في تجويف ميلاس، تملك هذه المنطقة تضاريس مشابهة للتي تم رصدها في موقع هبوط مركبة «باثفايندر» ما يناظر هذه المنطقة على كوكب الأرض هي منطقة سكابلاندس [الإنجليزية] شرق واشنطن، تكونت سكابلاندس نتيجة الفياضانات المائية المتكررة التي حصلت بعد اغلاق بحيرة ميسولا [الإنجليزية] بفعل سد جليدي في عصر البليستوسين المتأخر، وبقي محصور لفترة ثم بعد تحطم السد وطفو قطع الجليد على سطح الماء المتدفق أدى إلى تعرية مساحات كبيرة من التربة والنباتات تاركاً جزر بشكل «القطرة»، الاخاديد الطولية والحواف البارزة. وهذه التضاريس تشاهد على المريخ أيضا لكن على مدى واسع.
تفتح قناة تدفق [الإنجليزية] الوادي على عدد من التضاريس الوعرة (تسمى فوضى) قبل وصوله إلى منطقة كريس وهي فوضى اوروراي [الإنجليزية] وفوضى هايدراوتيس [الإنجليزية] واخيراً وادي سيمود [الإنجليزية] ووادي تيو [الإنجليزية] داخل كريس [الإنجليزية].

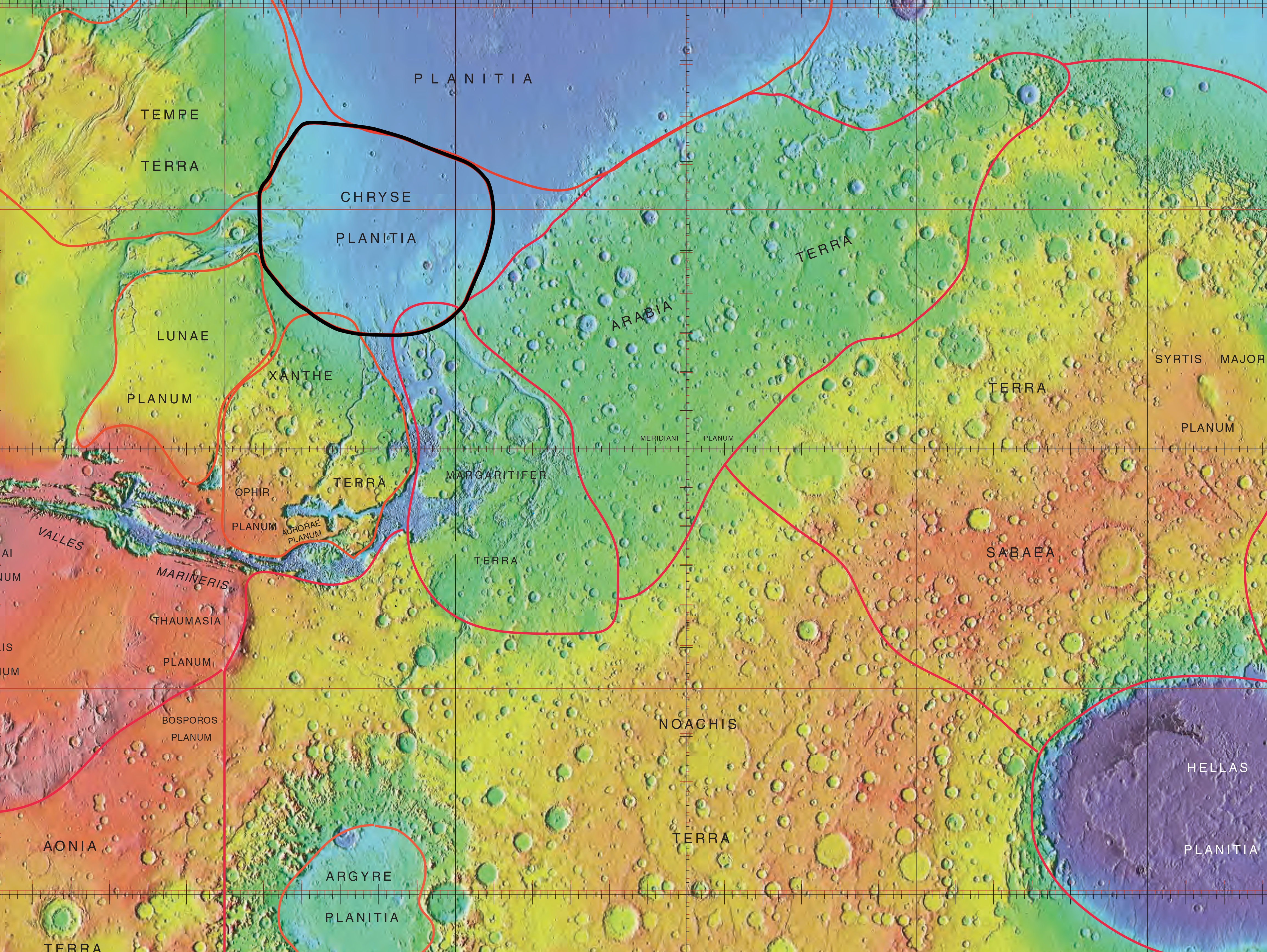
صورة تبين موقع سهل كريس واتصاله مع فالس-مارينيرز.